# 30. marec
30. marec je 89. dan leta (90. v prestopnih letih) v gregorijanskem koledarju. Ostaja še 276 dni.

## Dogodki
- 1282 – s »sicilijanskimi večernicami« se prične upor Sicilijancev proti Karlu I. Anžujskemu in francoskim fevdalcem
- 1811 – v Tržiču izbruhne velik požar
- 1842 – Crawford Long prvič uporabi eter kot anestetik
- 1856 – s podpisom pariške mirovne pogodbe se konča krimska vojna
- 1858 – v ZDA patentiran svinčnik z radirko
- 1867 – podpis pogodbe, s katero Rusija proda Aljasko ZDA
- 1940 – v Nankingu vzpostavljena projaponska vlada
- 1941 – ZDA zasežejo nemške ladje v ameriških pristaniščih
- 1944 – Rdeča armada osvobodi Černjahovsk
- 1945 – Rdeča armada vdre v Gdansk
- 1959 – Jožeta Pučnika zaradi kritičnih objav v Reviji 57  obsodijo na devet let strogega zapora

## Rojstva
- 1135 – Mojzes Maimonides, andaluzijski judovski zdravnik, teolog, filozof († 1204)
- 1222 – Ničiren, japonski budistični menih († 1282)
- 1326 – Ivan II., moskovski veliki knez († 1359)
- 1432 – Mehmed II. Osvajalec, turški sultan († 1481)
- 1639 – Ivan Mazepa, hetman Kozaškega hetmanata († 1709)
- 1746 – Francisco de Goya y Lucientes, španski slikar, graver († 1828)
- 1804 – Salomon Sulzer, avstrijski skladatelj judovskega rodu († 1890)
- 1844 – Paul-Marie Verlaine, francoski pesnik († 1896)
- 1852 – James Theodore Bent, angleški raziskovalec, arheolog († 1897)
- 1853 – Vincent van Gogh, nizozemski slikar († 1890)
- 1886 – Stanisław Leśniewski, poljski logik in filozof († 1939)
- 1894 – Sergej Vladimirovič Iljušin, ruski letalski konstruktor († 1977)
- 1964 – Tracy Chapman, afroameriška glasbenica, pevka, avtorica besedil
- 1968 – Celine Dion, kanadska pevka
- 1972 – Heiko Ruprecht, nemški igralec
- 1979 – Norah Jones, ameriška pevka
- 1982 – Jure Natek, slovenski rokometaš
- 1986 – Sergio Ramos, španski nogometaš
- 1995 – Tao Geoghegan Hart, britanski cestni kolesar

## Smrti
- 1180 – Al-Mustadi, abasidski kalif (* 1142)
- 1202 – Joahim iz Fiore, italijanski mistik in teolog (* 1135)
- 1407 – Konrad von Jungingen, 25. veliki mojster vitezov križnikov (* 1355)
- 1764 – Pietro Antonio Locatelli, italijanski violinist, skladatelj (* 1695)
- 1783 – William Hunter, škotski zdravnik (* 1718)
- 1847 – Štefan Lülik, madžarski slovenski pisatelj in učitelj
- 1863 – Auguste Bravais, francoski fizik, mineralog (* 1811)
- 1871 – Ludovika Nizozemska, švedska kraljica (* 1828)
- 1912 – Karl May, nemški pisatelj (* 1842)
- 1914 – Émile Gentil, francoski kolonialni upravitelj (* 1866)
- 1925 – Rudolf Steiner, švicarski filozof (* 1861)
- 1949 – Friedrich Karl Rudolf Bergius, nemški kemik, nobelovec 1931 (* 1884)
- 1954 – Fritz London, nemško-ameriški fizik (* 1900)
- 1966 – Maxfield Parrish, ameriški slikar (* 1870)
- 1984 – Karl Rahner, avstrijski katoliški teolog (* 1904)
- 1986 – James Cagney, ameriški filmski igralec (* 1899)
- 1992 – Manolis Andronikos, grški arheolog (* 1919)
- 2002 – Elizabeth Bowes-Lyon, kraljica mati Združenega kraljestva (* 1900)